# Jean-Étienne Guettard

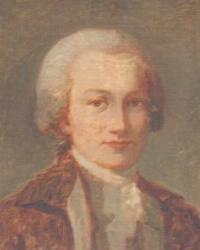
Jean-Étienne Guettard

Jean-Étienne Guettard (* 22. September 1715 in Étampes, Île-de-France; † 6. oder 7. Januar 1786 in Paris) war ein französischer Arzt, Naturforscher, Kartograph und Mineraloge. Sein offizielles botanisches Autorenkürzel lautet „Guett.“   

## Herkunft
Guettard war ein Enkel von François Descurain jr. (1658–1740) aus Étampes bei Paris. Die Tochter von François Descurain jr. war Marie-Françoise Descurain; sie heiratete am 26. Juli 1706 Jean Guettard (1691–1742), den Vater von J.-É. Guettard.

## Leben
J.-É. Guettard besuchte die Schule in Étampes, in der Nähe von Montargis. Jedoch war diese von geringeren Auswirkungen auf seine späteren Interessen, mehr stand er unter dem Einfluss seines Großvaters mütterlicherseits, François Descurain jr., einem Apotheker und Amateur-Botaniker sowie dessen Freund Bernard de Jussieu (1699–1777). Er studierte Medizin in Paris und wurde mit seiner Dissertation Frequentior hodie quam olim febris maligna? im Jahre 1741 promoviert.
Im selben Jahre 1741 wurde er Kurator der naturwissenschaftlichen Sammlung des französischen Wissenschaftlers René-Antoine Ferchault de Réaumur (1683–1757). Während dieser Zusammenarbeit mit de Réaumur, einen kenntnisreichen Botaniker und Zoologen, lernte er ausgiebig die Untersuchungsmethoden der mineralischen Welt kennen und Techniken der Untersuchung und Sammlung von Proben sowie deren Dokumentation. Im Jahre 1742 wurde er dann Mitglied der Medizinischen Fakultät von Paris.
Nach seinem Studium und der Promotion in der Medizin arbeitete er vom Jahre 1747 an unter dem königlichen Patronat Louis I. de Bourbon, duc d’Orléans (1703–1752). In dieser Zeit von 1747 bis 1752 war er médecin botaniste des französischen Prinzen Louis I. de Bourbon, duc d’Orléans, und im Rahmen seiner Tätigkeit auch Hüter dessen naturkundlichen Sammlung. Nach dem Tode des duc d’Orléans (1752) setzte er diese Arbeit unter der Schirmherrschaft von dessen Sohn Louis Philippe I. de Bourbon, duc d’Orléans (1725–1785) fort.
J.-É. Guettard reiste ausgiebig in Frankreich, aber auch den Niederlanden, Italien, Schweiz, Polen und war besonders am geologischen Aufbau dieser Länder interessiert. Aber auch Fragen nach Bodenschätzen und dem Bergbau waren ihm wichtig.

## Wissenschaftliche Leistungen
Neben der Botanik war er intensiv an geologischen und mineralogischen Fragen interessiert. Er entdeckte die vulkanische Natur der Region Auvergne in Frankreich. Henri-Léonard Bertin (1720–1792) als Minister und Staatssekretär ebenso zuständig für Bergbau gab ihm den Auftrag eine geologische Untersuchung Frankreichs vorzubereiten und die mineralogische Verteilungen zu kartieren. Hierzu arbeitete ab dem Jahre 1766 mit dem französischen Chemiker Antoine Lavoisier (1743–1794) zusammen. Er gilt als Pionier der geologische Kartierung, der Atlas minéralogique de la France war der erste Atlas der die geologischen Merkmale Frankreichs erfasste und kartographisch darstellt.
Die Zusammenarbeit von Guettard und Lavoisier hatte eigentlich schon vor diesem Zeitpunkt begonnen, und die den verschiedenen Exkursionen nahmen sie gemeinsam wahr, etwa ihre geologischen Exkursionen in das Elsass, nach Lothringen und nach Franche-Comté im Jahre 1767. Mit dem Jahre 1777 hatten sie rund 200 Karten erstellt.
Neben vielen anderen Errungenschaften J.-É. Guettards sind auch seine Identifikation von Trilobiten in den Schiefern von Anjou und seine Entdeckung französischer Kaolin-Lagerstätten. Auf seiner Reise im Jahre 1746 in die Normandie, entdeckte er französische Vorkommen von Kaolin, einem unentbehrlichen Ausgangsmaterial für die Herstellung von Porzellan: Mémoire et carte minéralogique sur la nature et la situation des terreins qui traversent la France et l’Angleterre (Paris 1746). Seine Kartierungsarbeit wurde vom Generalinspekteur für Bergbau Antoine-Grimald Monnet fortgesetzt, der 1780 den Atlas Mineralogique de France herausgab.
Als Botaniker verteidigte er das Linnaeanische System gegen seine vielen Kritiker.

### J.-É. Guettard und der Vulkanismus
Im Jahre 1751 reiste er, begleitet von seinem Freund Chrétien-Guillaume de Lamoignon de Malesherbes (1721–1794), in die Auvergne (siehe auch Massif central). Während dieser Reise beobachtete J.-É. Guettard, dass vulkanische Gesteine oft für den Bau von öffentlichen Straßen und Wohnungen genutzt wurden, er untersuchte die Steinbrüche und stellte fest, dass die gesamte Region vulkanisch geprägt war. Diese Entdeckung beschrieb er in seinem Aufsatz Sur quelques montagnes de France qui ont été des volcans (1752) in den Mémoire lu à l’Académie Royale des Sciences. Paris.
In der bekannten Kontroverse über die Natur der Basaltsäulen unterstützte J.-É. Guettard zunächst die Ansicht, dass diese Formationen nicht vulkanischen Ursprungs seien. Doch nach seinen Reisen nach Italien in den Jahren 1771 und 1772 und dem Besuch der Umgebung von Montpellier im Jahre 1771 begann er an der neptunistischen Position zu zweifeln. Die Richtigkeit seines Zweifelns wurden bestätigt, als er 1775 die Gegend von Montélimar in der Dauphiné erforschte. Die geänderte Meinung über die Entstehungsweise des säulenförmigen Basaltes fand ihren Ausdruck in dem zweiteiligen Werk Mémoires sur la minéralogie du Dauphiné (Paris 1779).
Die Theorie der Neptunisten deckte sich am besten mit der Schöpfungsgeschichte und fand als „konservative“ Theorie reichlich Anhänger. Als jedoch die Lava als Basaltgestein eingestuft wurde und der vulkanische Ursprung aller basaltischen Gesteine erkannt worden war, trug die Auffassung der Plutonisten den Sieg davon.

## Ehrungen
- Carl von Linné benannte ihm zu Ehren die Pflanzengattung Guettarda aus der Familie der Rötegewächse (Rubiaceae).
- Ein 1966 neu entdecktes Mineral wurde nach ihm Guettardit benannt.[6]
- Das Advisory Committee on Antarctic Names benannte 1968 die Guettard Range nach ihm, einen Gebirgszug im antarktischen Palmerland
- Der Dorsum Guettard auf dem Erdmond ist nach ihm benannt.

Er war Mitglied der Académie des sciences in Paris.

## Schriften (Auswahl)
- Observations sur les plantes. 2 Bände, Durand, Paris 1747 (Band 1, Band 2).
- Carte minéralogique, Où l’on voit la Nature des terreins du Canada et de la Louisiane. Dressée par Philippe Buache de l’Ac. des Sciences sur les recherches et pour un Mémoire de Mr Guettard de la même Acadadémie. 1752 (erste mineralogische Karte Nordamerikas).
- Mémoires sur différentes parties des sciences et arts. 3 Bände, L. Prault, Paris 1768–1770.
- Kommentare zu: Plinius der Ältere: Histoire naturelle. 12 Bände, Paris 1771–1782.
- Mémoires sur la minéralogie du Dauphiné. 2 Bände, Clousier, Paris 1779.
- mit Antoine-Grimald Monnet: Atlas et description minéralogiques de la France. Entrepris par ordre du Roi. Didot l’aîné, Paris 1780.